# NGC 6635
NGC 6635 (również PGC 61900 lub UGC 11239) – galaktyka soczewkowata (S0), znajdująca się w gwiazdozbiorze Herkulesa. Odkrył ją Albert Marth 9 lipca 1863 roku.